# Bursera martae
Bursera martae là một loài thực vật có hoa trong họ Burseraceae. Loài này được J.Jiménez Ram. & Cruz Durán mô tả khoa học đầu tiên năm 2001.